# Chouzy-sur-Cisse
Chouzy-sur-Cisse là một xã cũ thuộc tỉnh Loir-et-Cher trong vùng Centre-Val de Loire miền trung nước Pháp. Ngày 1 tháng 1 năm 2017, Chouzy-sur-Cisse sáp nhập vào xã mới Valloire-sur-Cisse.